# 牧野成央
牧野 成央（まきの なりなか）は、江戸時代中期の大名。三河国吉田藩の第2代藩主。日向延岡藩の初代藩主。官位は従五位下・備後守。成貞系牧野家3代。

## 略歴
吉田藩初代藩主牧野成春の長男として誕生した。
宝永4年（1707年）、父の死により9歳で家督を相続した。しかし、幼少のため正徳2年（1712年）、日向延岡に転封された。翌正徳3年（1713年）、従五位下、備後守に叙任されたが、享保4年（1719年）に21歳で早世した。家督は義祖父・牧野成貞の長男の貞通が継いだ。

## 系譜
父母
- 牧野成春（父）
- 松平清照の娘（母）

正室
- 鳥居忠英の娘

養子
- 牧野貞通 - 牧野成貞の長男